# Иоанна Английская (1335—1348)
Иоа́нна (Джоа́нна) Англи́йская (28 января 1334, Тауэр — 2 сентября 1348, Гиень) — английская принцесса, дочь короля Эдуарда III и Филиппы Геннегау. Иоанна умерла от Чёрной смерти, поразившей Европу в 1348 году.

## Биография

### Детство
Иоанна воспитывалась Марией де Сен-Поль, женой Эмера де Валенса, 2-го графа Пембрук, и основательницей колледжа Пемброк в Кембридже. Вместе с ней на попечении Марии были её сестра Изабелла, брат Эдуард и их кузина Джоанна Кентская. 
В 1338 году Иоанна сопровождала своего отца в Кобленц, где они встретились с Людовиком IV, императором Священной Римской империи. Они были его специальными гостями в рейхстаге в церкви Святого Кастора. Эдуард III заключил союз с Людовиком IV против короля Франции Филиппа VI, но в 1341 году император покинул альянс.
Возможно, Иоанна была обручена с одним из сыновей Людовика от его жены Маргарет Голландской, старшей сестры Филиппы. Она осталась при дворе Людовика и получала там образование, пока Эдуард III не вернул её в Англию 1340 году.
В 1345 году она обручилась с Педро Кастильским, сыном Альфонсо XI Кастильского и Марии Португальской. Несколько лет спустя, летом 1348 года, Иоанна покинула Англию, получив благословение своих родителей. Благодаря отлично вооружённой свите она, вероятно, была самой хорошо охраняемой женщиной Европы того времени; одному только её приданому потребовался целый корабль.

### Путешествие в Кастилию
Эдуард III не пожалел денег на подготовку к путешествию и свадьбе Иоанны. Король любил свою дочь и, вероятно, он также хотел продемонстрировать силу и богатство Англии свои союзникам в Кастилии.
Флот, в котором находились Иоанна и её свита, состоял из четырёх английских кораблей, которые вышли из Портсмута и прибыли в Бордо, где их приветствовал мэр Раймонд де Бисквале. По слухам, он немедленно предупредил Иоанну и её спутников о чуме, но они не послушали его и поселились в королевском замке с видом на устье Жиронды.
Свита Иоанны состояла из трёх официальных лиц: Роберта Баушье, бывшего королевского канцлера; Эндрю Улфорда, дипломатического юриста; и священника Бордо, Джеральда де Подио, который должен был заботиться о душе принцессы во время поездки. В свите Иоанны также был знаменитый кастильский менестрель Грасиас де Гивилл, которого принц Педро отправил в Англию, чтобы развлекать её музыкой и песнями земли, королевой которой она должна была стать.
Иоанну также сопровождали более ста английских лучников, некоторые из которых были ветеранами битвы при Креси. Она даже путешествовала с роскошной переносной часовней, так что она могла посещать церковные службы, не посещая местные церкви по пути в Кастилию. В часовне находился диван, украшенный изображениями боевых драконов, с подлокотниками из виноградной лозы, усыпанными золотыми византийскими монетами. Алтарное покрывало было украшено драконами и змеями.
Свадебное платье Иоанны было сшито из более чем 150 метров заграничного шёлка; у неё также было платье из красного бархата, два комплекта из двадцати четырёх пуговиц с серебряной позолотой и эмалью, пять корсетов с бриллиантами и вышитыми золотыми звёздами и полумесяцами, и, как минимум, два изысканных платья со встроенным корсетом. Эти платья также были изготовлены из шёлка, один в зелёном цвете, а другой в тёмно-коричневом. Зелёное платье было расшито изображениями розовых кустов, диких животных и людей; в коричневое была вшита золотая нить, и оно имело рисунок из кругов, каждый из которых заключал в себе льва — символ монархии.
Дополнительно в приданое Иоанны включали кровати и шторы, парадную и повседневную одежду, а также одежду для верховой езды. Информация об этом может быть найдена в её гардеробной учетной записи 1347 года.

### Смерть
Когда Иоанна отправилась в своё путешествие, Чёрная смерть ещё не добралась до Англии, и вряд ли её свита знала об опасности. Несмотря на серьёзную вспышку чумы в Бордо, сначала Иоанне и её советникам не приходило в голову покинуть город. Вскоре они с ужасом наблюдали за тем, как люди из свиты заболели и стали умирать. Глава свиты Роберт Баушье умер 20 августа.
Иоанна боялась за свою жизнь и, вероятно, переехала в небольшую деревню под названием Лоремо, где оставалась в течение некоторого времени. Тем не менее, она не смогла спастись и умерла 2 сентября 1348 года после скоротечной болезни.
Согласно некоторым отчетам, Иоанна была похоронена в соборе Байонны, а её статуя в Вестминстерском аббатстве находится на южной стороне от могилы её отца.
Эндрю Улфорд не пострадал от чумы и поехал в Англию в октябре, чтобы сообщить королю о смерти его дочери. Известие потрясло англичан. Она была не только одной из первых жертв эпидемии среди англичан, которая к тому времени уже добралась до Англии, но её смерть также, казалось, доказывала, что болезнь не пощадит даже членов королевской семьи.
15 октября 1348 года Эдуард III направил письмо королю Кастилии Альфонсо, в котором он расторг договорённость о браке и описал то горе, которое испытывали он и его семья после внезапной смерти Иоанны. Он описал её как ангела-мученицу, смотрящую на них с небес, дабы защитить королевскую семью. Письмо он завершил традиционными и формальными набожными словами: «Мы вверяем себя и свою жизнь в руки Господни, дабы он пронёс нас в них через все опасности».
25 октября Эдуард III отправил в Бордо людей, чтобы забрать тело Иоанны и привезти его обратно в Лондон для захоронения. Неизвестно, что случилось дальше. Нет никаких записей о возвращении останков Иоанны в Англию и каких-либо сообщений о её похоронах. Историк-медиевист Норман Кантор в своей книге «Последний рыцарь. Сумерки средневековья и рождение современной эры» (2004) пишет, что Иоанна умерла в Бордо, и мэр, пытаясь остановить чуму, поджёг порт и замок Плантагенетов. Тело Иоанны, находившееся в замке, сгорело вместе с ним и не могло быть найдено.